# Castaic Junction
Castaic Junction es un área no incorporada ubicada en el condado de Los Ángeles en el estado estadounidense de California.

## Geografía
Castaic Junction se encuentra ubicada en las coordenadas 34°26′27″N 118°36′23″O / 34.44083, -118.60639.